# Basilia eileenae
Basilia eileenae är en tvåvingeart som beskrevs av Scott 1936. Basilia eileenae ingår i släktet Basilia och familjen lusflugor.
Artens utbredningsområde är Sri Lanka. Inga underarter finns listade i Catalogue of Life.